# Sárguló galambgomba
A sárguló galambgomba (Russula luteotacta) az Agaricomycetes osztályának galambgomba-alkatúak (Russulales) rendjébe, ezen belül a galambgombafélék (Russulaceae) családjába tartozó, Európában és Észak-Amerikában elterjedt, lombos erdőkben élő, nem ehető gombafaj.

## Elterjedése és termőhelye
Európában és Észak-Amerikában honos. Magyarországon nem gyakori.
Lombos erdőkben él, többnyire tölgy, bükk vagy gyertyán alatt. Júniustól októberig terem. 

## Megjelenése
A sárguló galambgomba kalapja 3-8 cm széles, alakja fiatalon domború, később laposan vagy középen bemélyedően kiterül. Felszíne nedves időben nyálkás és fénylő, száraz időben matt. Széle idősen bordás. Színe rózsás vagy élénkpiros, de gyakran nagy foltokban fehéresre halványodik. Széle idősen sárgul. 
Húsa kemény, színe fehéres, a kalapbőr alatt rózsaszín vagy pirosas. Szaga enyhén gyümölcsös vagy kókuszos, íze égetően csípős. 
Közepesen sűrű lemezei tönkhöz nőttek, féllemezek nincsenek. Színük fiatalon fehér, idősödve vagy sérülésre sárgulhatnak.
Tönkje 3-6 cm magas és 1-2 cm vastag. Általában rövidebb, mint a kalap átmérője. Alakja hengeres, lefelé szélesedhet, nem üregesedik. Színe fehéres, néha rózsás árnyalattal.
Spórapora fehér. Spórája elliptikus, alig hálózatosan tüskés, mérete 7-8 x 6-7,5 µm.

### Hasonló fajok
Más piros galambgombákkal, pl. a bükkfa- vagy nyírfa-galambgombával téveszthető össze. 

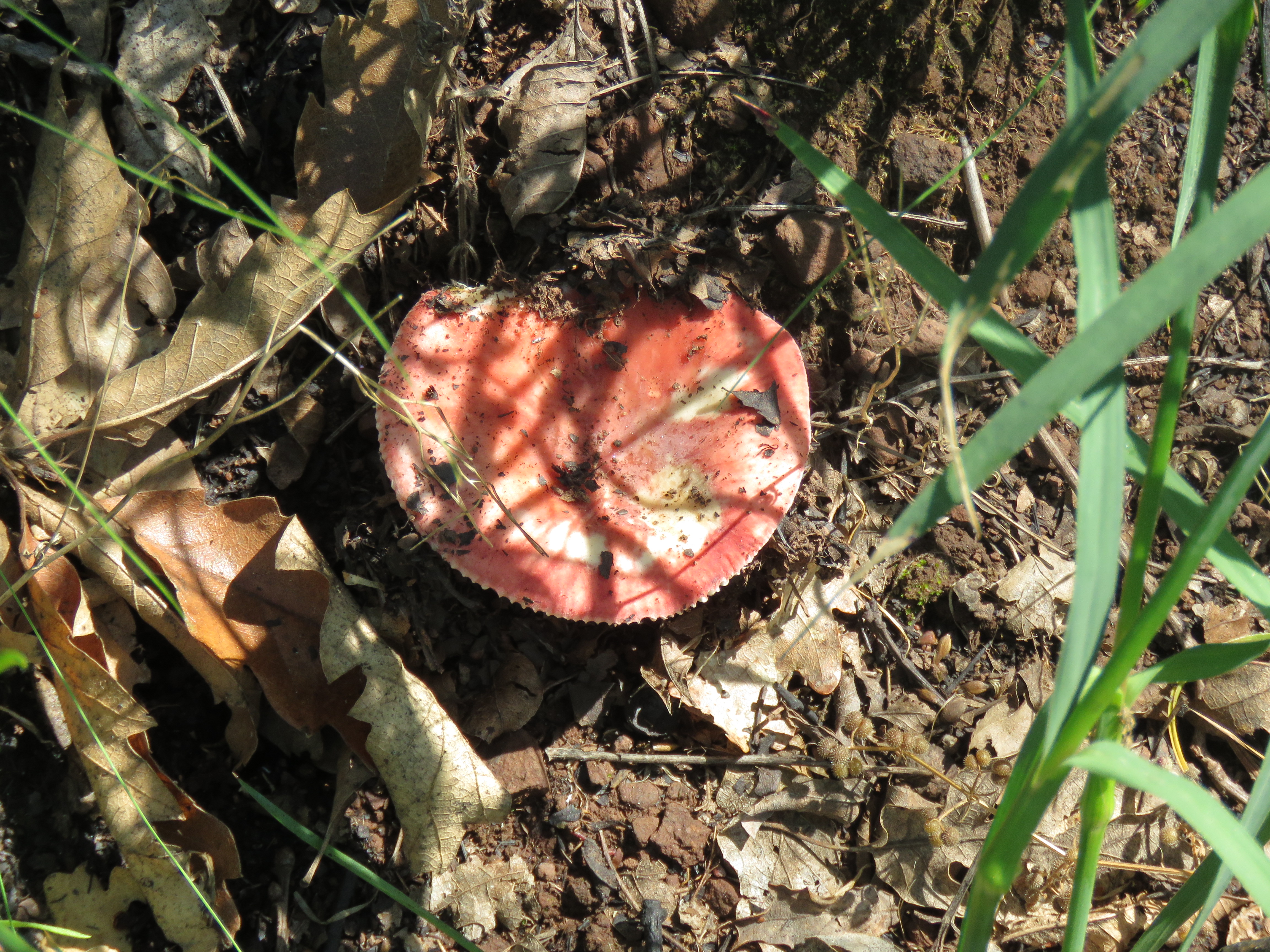
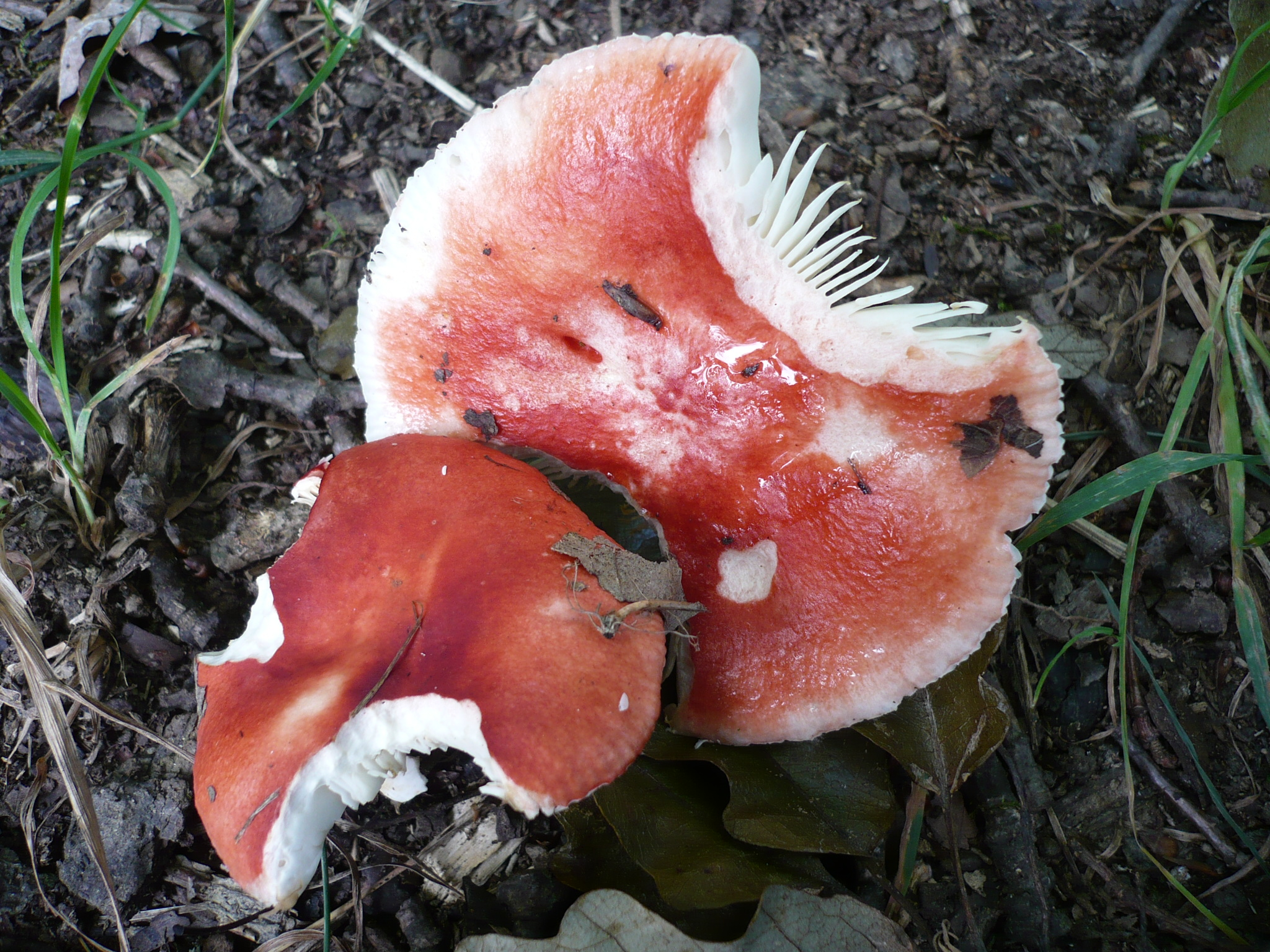
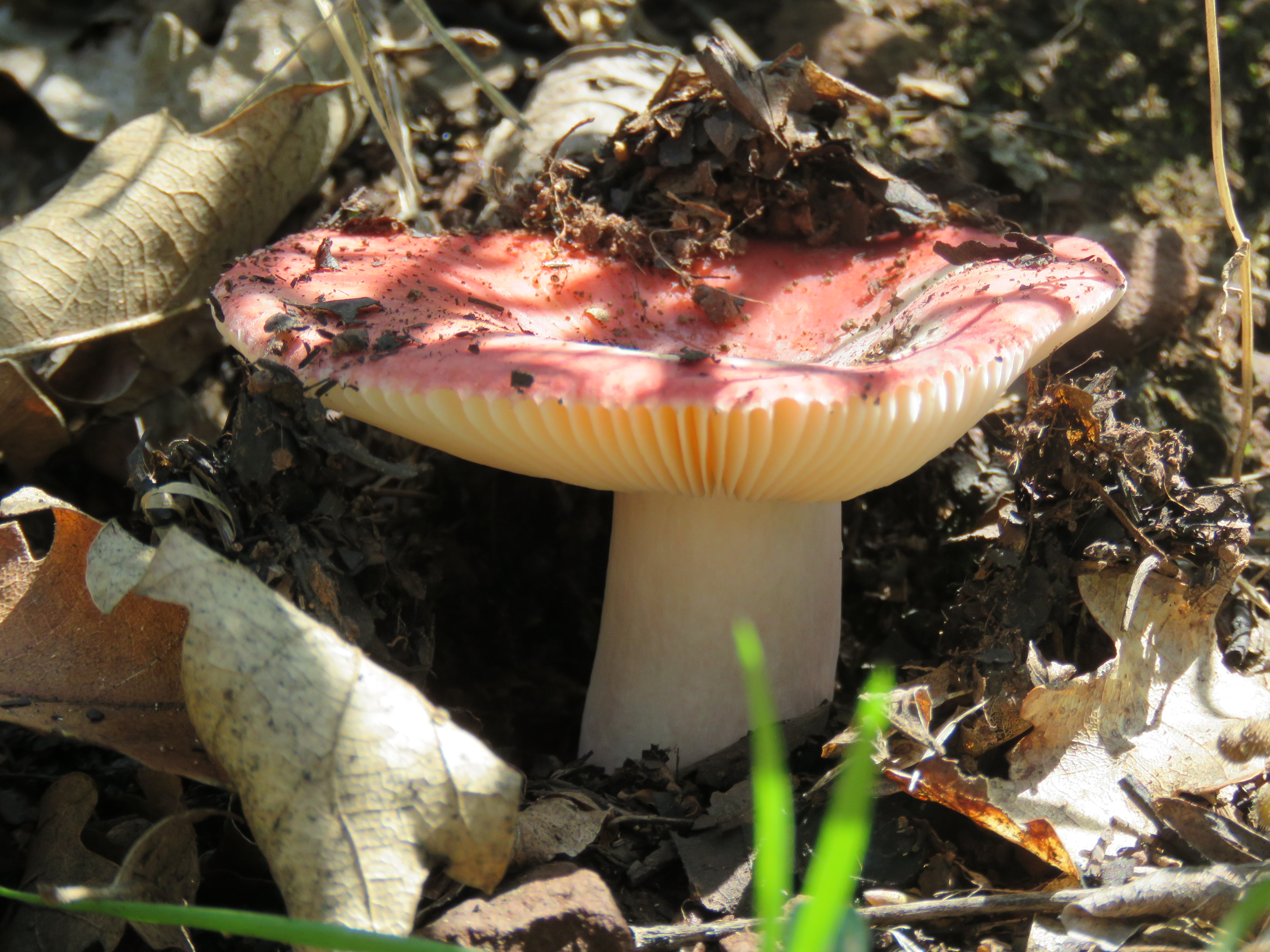
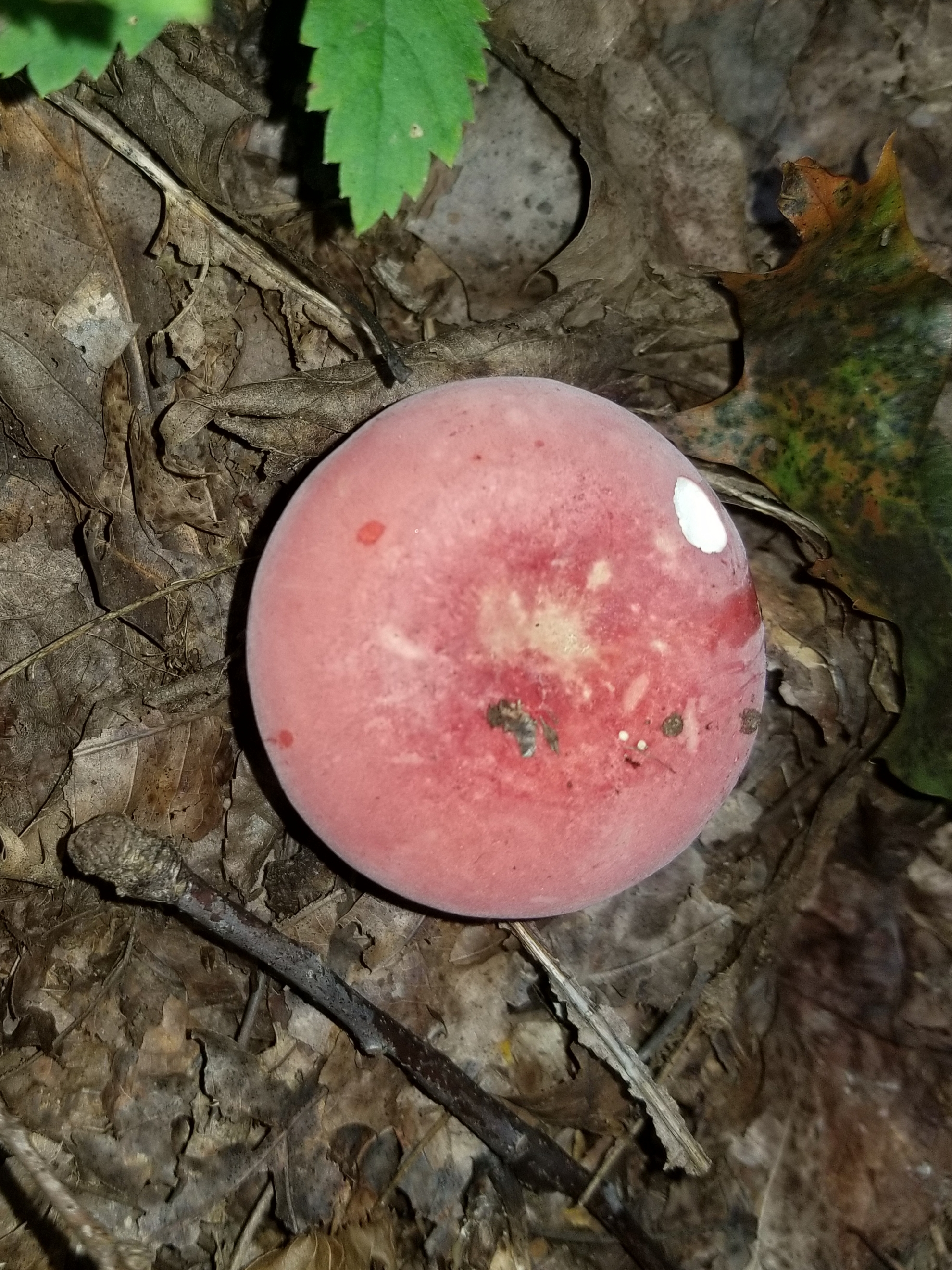

Nem ehető.